# 阪急ブレーブス団歌
「阪急ブレーブス団歌」（はんきゅうブレーブスだんか）は、日本野球機構（NPB）のパシフィック・リーグに所属していた阪急ブレーブス（現オリックス・バファローズ）が制定した球団歌である。作詞は内海重典、作曲は入江薫で1958年（昭和33年）に発表。
本項では、関連楽曲として1962年（昭和37年）に発表された「阪急ブレーブス応援歌」（はんきゅうブレーブスおうえんか）についても解説する。

## 阪急ブレーブス団歌
1958年（昭和33年）に制定・発表。球団歌としては戦前の阪急軍結成時に制定された「阪急職業野球団応援歌」（「阪急の歌」とも。作詞・岩沢光城、作曲・古谷幸一）、2リーグ分裂に伴うパシフィック・リーグ発足を受け1950年（昭和25年）に歌詞を一般公募して作られた「阪急ブレーブスの歌」（作詞・河西新太郎、作曲・河崎一朗）に続き3代目となる。
1番の歌い出しがNPBで現存する最古の球団歌「阪神タイガースの歌」（作詞・佐藤惣之助、作曲・古関裕而）と同様「六甲颪に…」で始まることから「もう一つの六甲おろし」と呼ばれることもあるが、これはブレーブスの親会社・京阪神急行電鉄が阪神甲子園球場に対抗して西宮球場を建設したように多くの事業でタイガースの親会社・阪神電気鉄道と激しい競合関係にあったことから、阪急オーナーの小林一三が阪神の「六甲颪に颯爽と」で始まる球団歌の存在を強く意識していたことが背景にあるのではないかと指摘されている。
ブレーブスと同じ阪急東宝グループの宝塚歌劇団専属劇作家・作曲家のコンビで作成された「団歌」は歌詞や曲調も「阪神タイガースの歌」に対するアンチテーゼを意識したのか、アップテンポではなく荘厳さを重視したものとなっている。SPレコードの創唱は宝塚歌劇団男声コーラスで、新日本放送（のち毎日放送）管弦楽団が演奏。1978年（昭和53年）に東宝レコードから後述の「阪急ブレーブス応援歌」のシングル盤が発売された時に、ロイヤルナイツのカバーがB面に収録された。
「もう一つの六甲おろし」と呼ばれた「団歌」は西宮球場でホームゲームがある日に最寄り駅の西宮北口駅コンコースでよく流されていたとされる。阪急ブレーブスは1988年（昭和63年）のシーズン終了後にオリックスへ売却され、阪急としての最終年となる1988年（昭和63年）までは球団のイヤーブックに「団歌」の歌詞が掲載されていたが、球場内での演奏は1970年代の黄金時代に後述の「応援歌」へ取って代わられた。

## 阪急ブレーブス応援歌
歌い出しから「晴れたる青空」の別名で呼ばれることもある。1961年（昭和36年）、2リーグ分裂後に「灰色の球団」と呼ばれる長期低迷状態にあった球団のイメージを向上させるため、1951年（昭和26年）に「西鉄ライオンズの歌」を作詞・作曲したサトウハチローと藤山一郎に応援歌の作成を依頼し、翌1962年（昭和37年）3月7日に宝塚大劇場で開催された「ブレーブス激励の夕べ」で発表演奏が行われた。チームの創設から3代の球団歌がいずれも宝塚歌劇団と縁のある作曲家を起用したのに対し、この「応援歌」では一転して同年にコーチへ就任した大下弘が助力する形で西鉄時代に球団歌を作曲した実績のあるサトウと藤山のコンビへ作成を依頼している。また、小林一三が慶應義塾大学出身だった関係で球団の草創期から球団のフロントが同大学のOBで固められていたことも藤山の起用に繋がったと見られている。戦前の1リーグ制下から2リーグ分裂直後の1950年代まで「球団歌」と「応援歌」の区別は曖昧なものであったが、阪急が既存の「団歌」とは別個に「応援歌」を作成したことを契機として次第に両者の分化が見られるようになった。
1978年（昭和53年）に東宝レコードからロイヤルナイツの歌唱でA面に「応援歌」、B面に「団歌」のカバーを収録したシングル盤が発売されており、このカバー版2曲は1999年（平成11年）にバップから発売されたコンピレーション・アルバム『野球小僧 〜懐かしの野球ソングコレクション〜』（VPCD-81305）に収録された。
阪急西宮球場では「団歌」よりもこの「応援歌」の方が演奏される機会が多かったとされ、1982年刊の『大阪のうた』でも応援歌のみが掲載されている。2010年（平成22年）2月13日、早稲田摂陵高等学校ウィンドバンドの第51回定期演奏会において応援歌が演奏された。